# Manu Pineda
Manuel (Manu) Pineda Marín (ur. 2 września 1965 w Almeríi) – hiszpański polityk, działacz związkowy, społeczny i komunistyczny, poseł do Parlamentu Europejskiego IX kadencji.

## Życiorys
Był działaczem związkowym w ramach Komisji Robotniczych (CC.OO.). Wchodził w skład władz związku sektora transportowego i zarządu CC.OO. w prowincji Malaga. Aktywista organizacji charytatywnej Solidaridad Internacional. W 2011 był jednym z organizatorów Flotylli Wolności II, próbującej dopłynąć z pomocą humanitarną do blokowanej przez Izrael Strefy Gazy. Członek Komunistycznej Partii Hiszpanii, objął kierownictwo partyjnego sekretariatu do spraw międzynarodowych.
W wyborach w 2019 z listy koalicji zorganizowanej przez Zjednoczoną Lewicę (współtworzoną przez komunistów) i Podemos uzyskał mandat eurodeputowanego IX kadencji.